# 荷西·德克勒
豪爾赫·德克勒（西班牙語：Jorge Drexler，1964年9月21日—），全名豪爾赫·艾布納·德克勒·帕達，烏拉圭音樂家。2004年，因演唱、譜寫《革命前夕的摩托車日記》主題曲〈去河彼岸〉，獲得奧斯卡最佳電影歌曲肯定，成為首位獲頒奧斯卡獎的烏拉圭人，並揚名國際。

## 生平
德克勒出生在蒙特維多的一個猶太家庭。父母親皆為德國人，為逃避德國迫害而移民至烏拉圭。在烏拉圭，德克勒一家仍面臨責難批判，而曾搬遷至以色列一年，德克勒因此說得流利的希伯來語。
他和家族多數的成員一樣，選擇攻讀耳鼻喉科學。
2004年，德克勒創作的歌曲〈去河彼岸〉（西班牙語：Al otro lado del río），隨著電影《革命前夕的摩托車日記》而受到國際矚目。電影原聲帶中收錄了德克勒的演唱版本，而奧斯卡頒獎典禮則由安東尼奧·班德拉斯與卡洛斯·山塔那聯手演出。德克勒後奪得了奧斯卡最佳電影原創歌曲，並在獎台上以輕唱方式致感謝詞。

## 外部連結
- 豪爾赫·德克勒官方網站 （页面存档备份，存于）